# Polyclinum sacceum
Polyclinum sacceum är en sjöpungsart som beskrevs av Monniot, F. och Monniot, C. 2006. Polyclinum sacceum ingår i släktet Polyclinum och familjen klumpsjöpungar. Inga underarter finns listade i Catalogue of Life.